# Gilbert Kabanda Kurhenga
Gilbert Kabanda Kurhenga (né le 2 octobre 1946 à Bukavu) est un universitaire, médecin, militaire et homme politique de la république démocratique du Congo. Il est ministre de la Recherche scientifique depuis mars 2023.
Ayant passé 45 ans dans les forces armées congolaises, il y atteint le rang de général-major et prend sa retraite en 2018. Également médecin spécialisé dans la médecine aéronautique, il enseigne parallèlement à l'université catholique de Bukavu.
À partir de 2021, il fait son entrée au sein du gouvernement Lukonde I sous la présidence de Félix Tshisekedi, devenant ministre de la Défense nationale et des Anciens combattants, avant d'être nommé ministre de la Recherche scientifique en 2023.

## Biographie

### Jeunesse et études
Né le 2 octobre 1946 à Bukavu (Sud-Kivu), Gilbert Kabanda Kurhenga est issu de la tribu des Bashi. Il grandit dans sa ville natale, puis part faire ses études supérieures à l'université Lovanium (Kinshasa), dont il sort diplômé en 1973, avec un doctorat en médecine, chirurgie et accouchement.

### Carrière

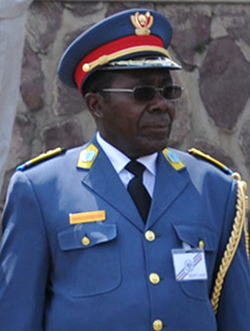
Gilbert Kabanda Kurhenga en 2010 en tant que colonel.

Il entre dans les Forces armées zaïroises peu de temps après ses études, et atteint le grade de colonel en 1983. Par la suite, il part en Italie se spécialiser en médecine aéronautique,.
À partir de 2007, il est placé à la tête du service de santé des Forces armées du Congo (FARDC). Il est ensuite élevé au grade de général de brigade en 2013, puis nommé directeur du service médical de l’armée congolaise de 2014 à 2018. Élevé au rang de général-major en 2018, il prend sa retraite des forces armées la même année.
Professeur de médecine spécialisé en médecine aéronautique, il enseigne également à l'université catholique de Bukavu.

### Politique

#### Ministre de la Défense
Le 28 avril 2021, il est nommé ministre de la Défense nationale et des Anciens combattants dans le gouvernement Lukonde I, sous la présidence de Félix Tshisekedi,.

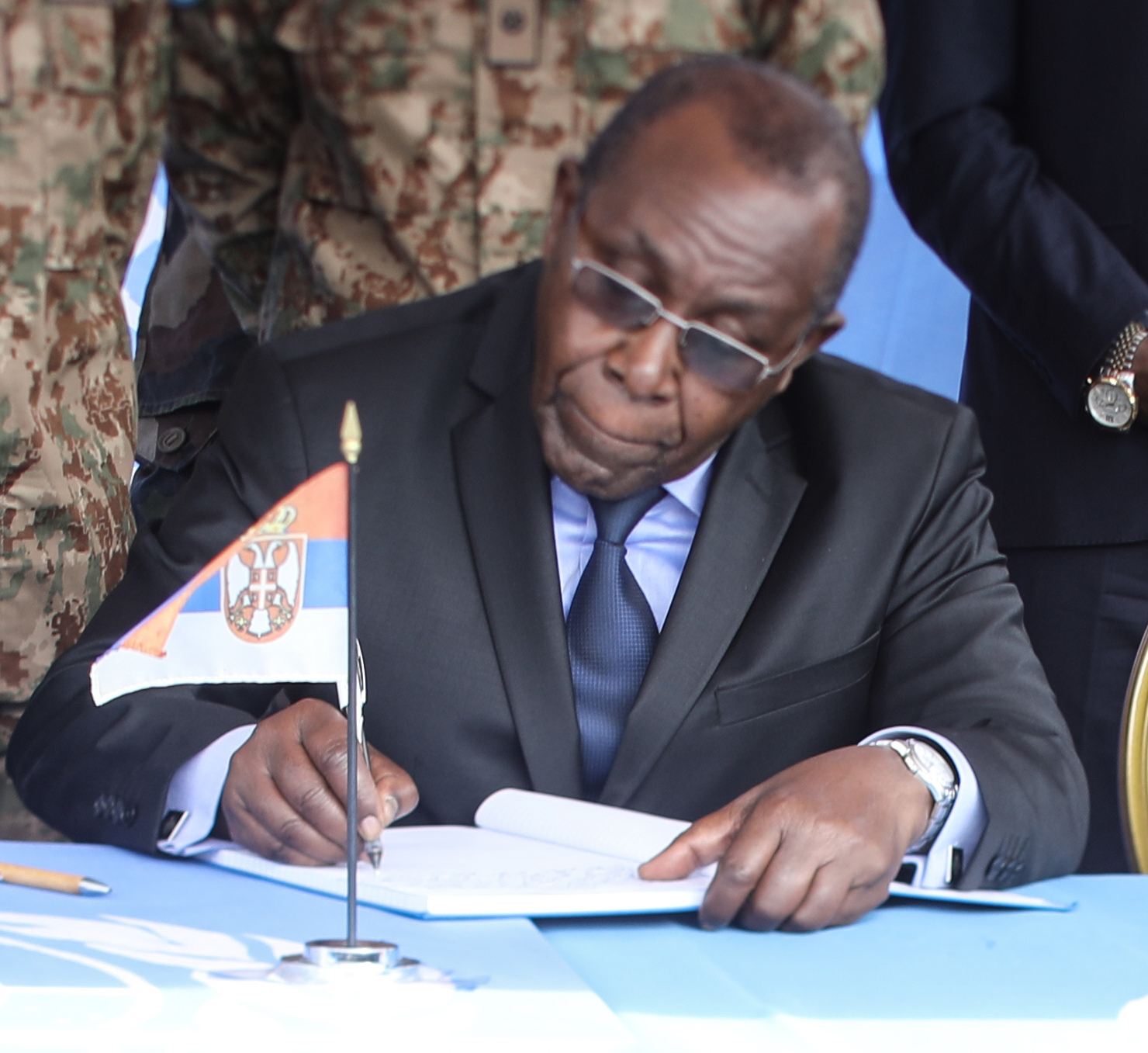
Gilbert Kabanda Kurhenga en 2022.

Son passage au ministère est marqué par des conflits récurrents avec le groupe rebelle M23. Après une série de défaites de l'armée dans l'Est du pays, ayant poussé la population à fuir la région, Gilbert Kabanda Kurhenga doit s'expliquer devant les commissions « défense et sécurité » de l’Assemblée et du Sénat congolais lors d'une audition en novembre 2022. Il promet à cette occasion de reprendre possession des territoires perdus.
Le 27 décembre 2022, il présente officiellement la nouvelle politique de défense du pays. Cette dernière prévoit la mise en place d'une industrie militaire ainsi que d'une école de cadets. Il annonce également l'instauration d'un service militaire obligatoire et la contractualisation des militaires professionnels afin de lutter plus efficacement contre le M23,.
En mars 2023, il fait adopter par le Conseil des ministres un projet de loi permettant la mise en place d'une armée de réserve. Il présente ce projet au Parlement en avril et mai 2023, alors qu'il n'est plus ministre de la Défense. La création de la « Réserve armée de la Défense » est alors adoptée de manière quasi unanime par l'Assemblée et le Sénat,.

#### Ministre de la Recherche scientifique
En mars 2023, à la faveur d'un remaniement, Gilbert Kabanda Kurhenga est nommé au ministère de la Recherche scientifique au sein du gouvernement Lukonde II. Il prend ses fonctions le 30 mars, succédant à José Mpanda Kabangu. Il conserve ce poste en 2024 au sein du gouvernement Suminwa.

## Vie personnelle
Gilbert Kabanda Kurhenga est l'époux de Nyakeru Naweza Spéciose Christine, sœur aînée de la Première Dame, Denise Nyakeru Tshisekedi,.